# Стевенс, Хуан Карлос
Хуан Карлос Стевенс Каминеро   (исп. Juan Carlos Stevens Caminero ; 22 октября 1968, Сантьяго-де-Куба) — кубинский лучник, призёр Панамериканских игр. Участник трёх Олимпиад.

## Карьера
На Олимпийских играх Стевенс дебютировал в 2000 году. В круговом раунде соревнований кубинец набрал 595 очков и занял 57 место из 64 участников. Его соперником в первому раунде стал хозяин соревнований Саймон Фэруэтер. Опытный австралиец без труда одолел кубинца со счетом 170-161, а впоследствии завоевал золотую медаль.
В 2006 году на Играх Центральной Америки и Карибского бассейна Стевенс завоевал личную бронзу и командное золото, а через гор на Панамериканских играх в Рио-де-Жанейро завоевал индивидуальное серебро.
На Олимпиаде в Пекине Стевенс занял в предварительном раунде 28 место с результатом 659. В первом раунде его соперником стал южноафриканец Келвин Хартли. Спортсмены показали одинаковый результат (107-107), однако в результате перестрелки кубинец был точнее (19-18). Во втором раунде Стевенс со счетом 108-101 победил румына Боднара, в третьем прошёл британца Алана Уиллса (108-104). В четвертьфинале он набрал одинаковую сумму баллов (по 108) с корейцем Пак Кён Мо. Вновь судьбу встречи решали дополнительные выстрелы, но на этот раз удача отвернулась от кубинца и он уступил будущему серебряном призёру со счетом 19-17.
В Лондоне Стивенс с результатом 663 стал в круговом раунде 34-м. В первом раунде его соперникам стал индийский лучник Тарундип Раи, который победил кубинца со счётом 6-5.